# Los pobres agradecidos
Los pobres agradecidos, (en inglés:The Thankful Poor) es una pintura del pintor afroamericano Henry Ossawa Tanner. Esta es una pintura de género que comparte tema en común con las pinturas La lección de banjo (1893) y El joven fabricante de zuecos (1895) y representa a dos afroamericanos orando en el comedor. La obra se basa en fotografías que Tanner había tomado, y está influenciada por sus opiniones sobre la educación y la raza; que a su vez derivan de las de su padre y de la Iglesia Episcopal Metodista Africana. El cuadro se considera un hito en el arte afroamericano, sobre todo por su lucha contra los estereotipos raciales.
Tras su regreso a los Estados Unidos en 1983, Tanner adquirió una mayor conciencia racial y optó por utilizar sus obras de arte como medio para retratar la cultura afroestadounidense de forma digna. A pesar de su popularidad entre los críticos, fue su última obra de género afroamericano, pues se centró en la pintura de escenas bíblicas.
Tras permanecer oculto durante años, el cuadro fue encontrado en un armario de la Escuela para sordos de Pensilvania en 1970 y fue adquirido por Bill Cosby en 1981 para su colección privada. En 2020 el cuadro fue vendido a Art Bridges; una fundación creada por Alice Walton para el préstamo de obras de arte. Esta obra ha sido expuesta en el Museo Nacional de Arte Africano. Adicionalmente el DuSable Museum of African American History conserva un estudio preparatorio del cuadro.

## Descripción
El pobre agradecido representa a un anciano y a un niño -quizás un abuelo y su nieto- en el comedor, rezando antes de la comida. A la izquierda, la única fuente de luz de la escena procede de la ventana con cortinas transparentes situada detrás del anciano. El anciano se sienta en una silla de respaldo alto, con los codos sobre la mesa y las manos juntas ante el rostro en señal de oración. Frente al anciano, el niño se sienta en un banco o cajón bajo, con una mano en la cabeza en un esfuerzo por emular la postura de oración del hombre. El comedor está preparado con un mantel, dos platos y tazas blancas, una gran jarra blanca, cubiertos y pequeñas porciones de comida. El cuadro está firmado, fechado y titulado en la parte inferior izquierda: "H.O. TANNER / 1894 / Los pobres agradecidos". El reverso contiene un primer estudio para el cuadro El joven fabricante de zuecos de 1895.
La composición posiblemente se inspira en el cuadro La comida familiar (1891) de la artista estadounidense Elizabeth Nourse, que comparte un escenario similar. El cuadro de Nourse representa a una familia campesina francesa reunida en torno a una mesa; una escena que le resultaría familiar a Tanner, ya que pasó su tiempo en Francia pintando en la campiña bretona, donde los campesinos locales eran uno de sus temas favoritos. Dado que La comida familiar se expuso en la Exposición Universal de 1893, donde ganó una medalla de oro, Tanner pudo haber visto el cuadro cuando visitó Chicago ese año para presentar una conferencia en el Congreso Mundial sobre África. También hay claros paralelos con el arte europeo, como el cuadro La oración antes de la comida (1660) de Jan Havicksz Steen.
|                                         |
| La comida familiar de Elizabeth Nourse. |

|                                                      |
| La oración antes de la comida de Jan Havicksz Steen. |

|                                |
| El joven fabricante de zuecos. |

## Trasfondo

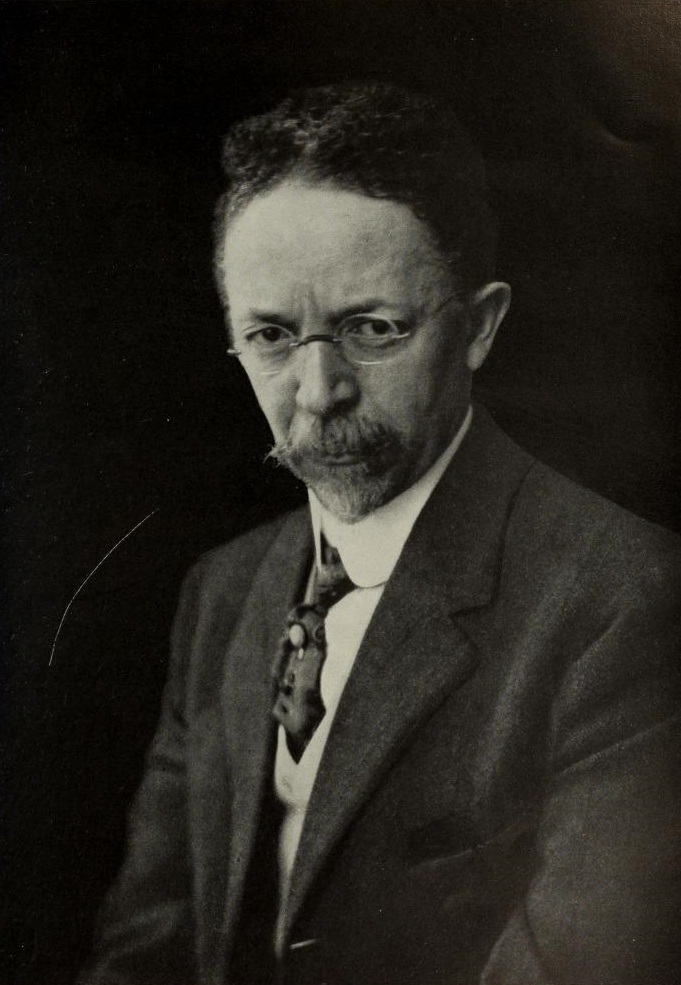
Henry Ossawa Tanner en 1909.

Los padres de Tanner valoraban la educación, y estos puntos de vista influyeron en su trabajo. Ambos se graduaron en el Avery College, dirigieron escuelas y se aseguraron de que el propio Tanner recibiera una educación rigurosa. El padre de Tanner; Benjamin Tucker Tanner, fue obispo de la Iglesia Metodista Episcopal Africana. Esta denominación fomentó la educación entre los afroamericanos y fundó colegios. Tanner también se vio influenciado por el educador y amigo de la familia Booker T. Washington, con quien compartía la creencia de que las habilidades que podían sustentar la vida debían transmitirse de una generación a otra. La raza fue otro factor que afectó a Tanner: se vio influenciado por el trabajo de su padre, que incluía conferencias sobre la identidad racial y sermones de la iglesia que subrayaba un sentimiento de injusticia racial.
A partir del verano de 1888, Tanner pasó una temporada en la Cordillera Azul en Highlands, Carolina del Norte; donde esperaba mejorar su salud y ganarse la vida como fotógrafo. En 1889, abrió una tienda de fotografía en Atlanta, Georgia, pero regresó en verano a Highlands, donde fotografió a los afroamericanos locales. Los pobres agradecidos y La lección de banjo (un cuadro anterior), parecen estar basados en las mismas personas que Tanner había fotografiado en ese periodo antes de trasladarse a París en 1891. Para Los pobres agradecidos, realizó un estudio al óleo sobre lienzo (c. 1894), que ahora se encuentra en el DuSable Museum of African American History de Chicago, Illinois. Ambos cuadros fueron realizados después de que Tanner regresará a Estados Unidos en el verano de 1893 para recuperarse de la fiebre tifoidea, pero antes de volver a París en 1894.

### Representación de Tanner de los afroamericanos

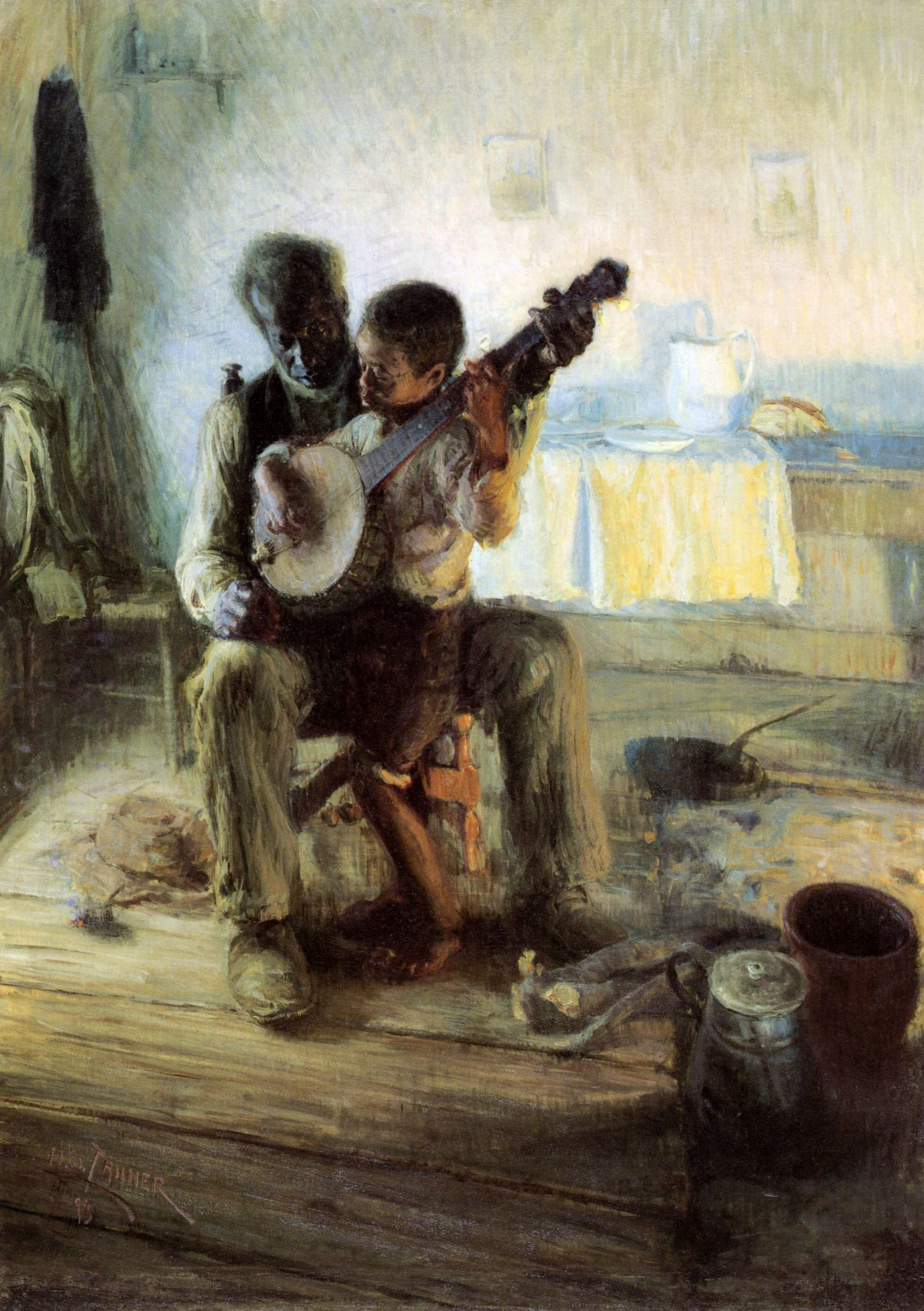
La lección de banjo (1893).

Cuando Tanner regresó a Estados Unidos en julio de 1893, comprobó que las relaciones raciales no habían mejorado durante los dos años anteriores. Conmovido especialmente por el creciente número de linchamientos de afroamericanos, Tanner se implicó en el movimiento por los derechos civiles, y los estudiosos creen que aumentó su conciencia racial. Se decantó por los temas afroamericanos para sus pinturas de género, convirtiéndose en el primer afroamericano en hacerlo. Las representaciones artísticas anteriores de los afroamericanos procedían principalmente de pintores blancos, pero Tanner consideraba que muchas de estas interpretaciones eran deficientes. Así, decidió utilizar su íntimo conocimiento del tema para pintar sus propias escenas de la vida afroamericana.
El propio Tanner escribió en tercera persona:
| Desde su regreso de Europa [Tanner] ha pintado sobre todo temas negros, se siente atraído por estos temas debido a la novedad del campo y por el deseo de representar el lado serio y patético de la vida entre ellos, y piensa que, en igualdad de condiciones, quien tenga más simpatía con sus temas obtendrá los mejores resultados. En su opinión, muchos de los artistas que han representado la vida de los negros sólo han visto el lado cómico y ridículo de la misma, y han carecido de la simpatía y el aprecio por el cálido y gran corazón que habita dentro de un exterior tan áspero. |

La primera gran obra de género de Tanner en la que aparecen afroamericanos fue La lección de banjo, que terminó en octubre de 1893. La representación del cuadro de un niño al que un anciano enseña a tocar el banjo socava la asociación popular del banjo con los juglares negros simplistas, retratando en su lugar un «auténtico intercambio de la tradición cultural negra». Algunos críticos parecían ignorar la intención de Tanner de subvertir los estereotipos convencionales de los afroamericanos. Por ejemplo, un escritor de arte del Philadelphia Daily Evening Telegraph, aunque elogió la técnica artística de Tanner, se refirió al anciano sujeto del cuadro como «un viejo tío Ned, calvo y venerable». La historiadora del arte Naurice Frank Woods cree que estas respuestas despectivas a La lección de banjo llevaron a Tanner a cuestionarse si sus cuadros podrían cambiar la percepción que el público tenía de los afroamericanos. Sin embargo, en Los pobres agradecidos Tanner incorporaría sus creencias sobre la educación y la raza en otro intento de situar la cultura afroamericana bajo una luz positiva.

## Historia

### Recepción inicial y papel en la carrera de Tanner
En algún momento entre enero y abril de 1894, Tanner completó el cuadro, que se expuso junto con La lección de banjo del 28 de abril al 5 de mayo de 1894 en la galería James S. Earle and Sons de Filadelfia. Tanner recibió críticas favorables de los críticos, uno de los cuales calificó a Los pobres agradecidos de «obra importante» y elogió su ejecución. Sin embargo, una reseña de la pintura de Tanner en The Philadelphia Inquirer, por lo demás elogiosa, fue sesgada desde el punto de vista racial y utilizó un término peyorativo para describir al anciano. El corresponsal de arte que escribió esta reseña posiblemente escribió la reseña igualmente elogiosa pero estereotipada de La lección de banjo un año antes. A su regreso a París en 1894, La lección de banjo se convirtió en su primera obra aceptada en el Salón de París, donde recibió un puesto de honor. Los pobres agradecidos no tuvo una acogida similar. Woods escribe que «mientras que [La lección de banjo] ha sido objeto de un intenso escrutinio académico y de la adoración del público, [Los pobres agradecidos] ha permanecido, inmerecidamente, a su sombra icónica».
Tras la exhibición de La lección de banjo, muchos -entre ellos el amigo de la familia y destacado académico afroamericano William Sanders Scarborough- esperaban que Tanner siguiera contrarrestando los estereotipos negros a través de su arte. El propio Scarborough comentó: «... muchos de los amigos de la raza esperaban sinceramente que hubiera surgido un retrato de la vida negra por parte de un artista negro... para contrarrestar... lo más extravagantemente absurdo y grotesco». A pesar de su apoyo y del éxito de la crítica, Tanner dejó de pintar afroamericanos después de completar Los pobres agradecidos, por lo que la obra es la última escena de género conocida de Tanner de este tipo. Woods plantea la hipótesis de que la falta de ventas, unida a las referencias raciales despectivas de críticas como la de The Philadelphia Inquirer, llevaron a Tanner a considerar sus dos cuadros de género como «un experimento fallido». Woods señala que la aceptación de La lección de banjo en el Salon no contribuyó a promover las ventas de las obras de género de Tanner en Estados Unidos. Por ello, Tanner «se limitó a pasar» a otros temas. Scarborough también sugiere que el rechazo de Tanner a los temas negros se debió tanto a sus convicciones religiosas como al deseo de su padre de que se convirtiera en un pintor religioso. En los años siguientes a Los pobres agradecidos, Tanner se convirtió en un pintor religioso, encontrando más éxito crítico y comercial con las escenas bíblicas. Tanner dijo  sobre este cambio:
| No es por casualidad que he elegido ser un pintor religioso. No dudo de una herencia de sentimiento religioso, y por ello me alegro, pero también he decidido y espero una fe religiosa inteligente que no se debe a la herencia sino a mi propia convicción. Creo en mi religión. He elegido el carácter de mi arte porque transmite mi mensaje y cuenta lo que quiero decir a mi propia generación y dejar al futuro. |

Aunque Tanner no mencionó Los pobres agradecidos en su autobiografía ni en sus entrevistas, el cuadro se considera uno de sus más significativos. En su biografía de 2017 sobre Tanner, Woods valora el cuadro como «el primero en explorar plenamente la religiosidad afroamericana» y el «precursor» de las obras religiosas posteriores de Tanner. Llegando a la conclusión de que el cuadro es la «obra clave de transición hacia las 'cosas más profundas' que guiarían [a Tanner] hacia una carrera de éxito».

### Historial de exhibición
En diciembre de 1893, mientras su Lección de gaita se exponía en la Academia de Bellas Artes de Pensilvania, en Filadelfia, Tanner conoció a John T. Morris, jefe del comité de exposiciones de la academia. Morris compró entonces Los pobres agradecidos en octubre de 1894, cuando Tanner subastó toda su obra para pagar su regreso a Francia. Morris prestó el cuadro a la Escuela para sordos de Pensilvania, de cuyo consejo de administración era miembro, y luego lo legó a la escuela a su muerte en 1915. La obra pasó desapercibida en el sótano de la escuela durante medio siglo, hasta que en 1970 el director Philip Bellefleur la descubrió en un armario. Fue cedida en préstamo al Museo de Arte de Filadelfia antes de ser vendida en diciembre de 1981 a Camille Cosby, como regalo de Navidad para su marido, el cómico Bill Cosby. El cuadro fue adquirido por el conservador de arte de los Cosby, David Driskell, en una subasta de Sotheby's por 250.000 dólares, una cifra récord en aquella época para un cuadro de un afroamericano.
El estudio de Los pobres agradecidos formó parte de la exposición "Across Continents and Cultures" del 25 de junio al 20 de agosto de 1995 en el Museo de arte Nelson-Atkins de Kansas City, Misuri. La exposición estuvo dedicada a las obras de Tanner y posteriormente se pudo ver en el Museo de Arte de Dallas (Texas) y en el Museo Terra de Arte Americano de Chicago. En 2014, los Cosby prestaron la obra de su colección privada al Museo Nacional de Arte Africano de Washington D. C. como parte de la exposición "Conversaciones: Obras de arte africanas y afroamericanas en diálogo" del museo, que estuvo abierta del 9 de noviembre de 2014 al 24 de enero de 2016. En 2016, el estudio se presentó en el Museo DuSable de Historia Afroamericana en una exposición llamada "DuSable Masterworks Collection". La exposición celebraba las obras de artistas afroamericanos como Tanner desde finales del siglo XIX hasta mediados del siglo XX. En 2020, los Cosby vendieron el cuadro de forma privada a través de la M. Hanks Gallery a la fundación sin ánimo de lucro Art Bridges de Alice Walton, que presta obras de arte a exposiciones de arte americano.

## Interpretación

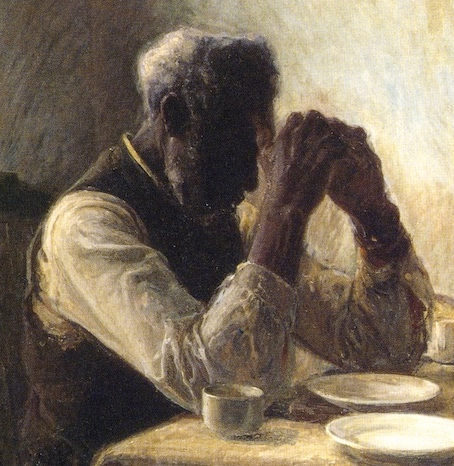
Los pobres agradecidos. Detalle del anciano.

Aunque tiene un trasfondo religioso, Los pobres agradecidos no representa un tema bíblico como los cuadros religiosos posteriores de Tanner. Más bien, la pintura de género representa un ritual cotidiano para los afroamericanos empobrecidos a través de una escena realista. Esta "mirada al interior" de las costumbres religiosas afroamericanas muestra a sus sujetos con un nivel de dignidad y autoestima que ha sido descrito como "extraordinario" para la época de Tanner.
La elección estilística de Tanner para sus cuadros de género rompe con las típicas caricaturas despectivas de los afroamericanos de finales del siglo XIX. Las representaciones contemporáneas solían burlarse de la práctica religiosa afroamericana por considerarla tribal y supersticiosa, en contraste con una religiosidad blanca supuestamente más avanzada, introspectiva y contemplativa. El tranquilo retrato que hace Los pobres agradecidos de las devociones cristianas cotidianas en un entorno modesto desafía la percepción contemporánea de la religiosidad negra como excesivamente emocional e inferior. El tema también puede reflejar la particular reverencia por el Día de Acción de Gracias en la Iglesia Episcopal Metodista Africana. Según Woods, los principios de la MEA y los mensajes intrínsecos de los escritos y sermones del obispo Tanner coinciden con el propósito de la pintura de disipar los estereotipos visuales negativos y las divisiones raciales.
En el catálogo de la exposición de 1991 de la obra de Tanner en el Museo de Arte de Filadelfia, Los pobres agradecidos se designa como un "digno retrato del anciano y el niño rezando [que] trasciende cualquier otra imagen de los americanos negros en el arte estadounidense". La exposición "Conversaciones" del Museo Nacional de Arte Africano describe la representación de Tanner de sus sujetos como "íntima" y "humana", y considera que el cuadro es un "hito" en la historia del arte afroamericano.

### Conexiones con otras obras de Tanner

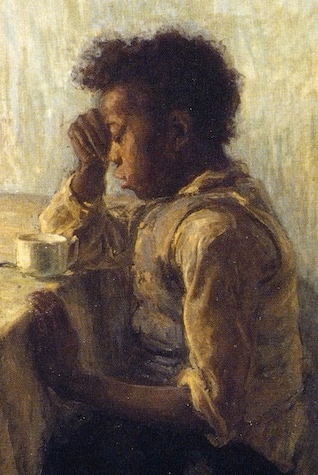
Los pobres agradecidos. Detalle del muchacho.

La lección de banjo muestra un realismo y un respeto por sus temas similar al de Los pobres agradecidos. Las dos obras comparten un escenario doméstico y un énfasis en las relaciones intergeneracionales. Además, hay un tema común de educación: la educación en La lección de banjo es una lección musical, mientras que la educación en Los pobres agradecidos es la de un niño que imita a su mayor rezando. Estas similitudes sugieren que Tanner pretendía que los dos cuadros fueran una pareja que «debería leerse junta». Asimismo, Woods escribe que ambas pinturas «permanecen inextricablemente unidas en cuanto a motivación creativa, ejecución técnica y atención a las cuestiones raciales...», y la historiadora del arte Judith Wilson se refiere a la pareja como «un conjunto de argumentos entrelazados».
El historiador del arte Albert Boime cree que el estudio de El joven fabricante de zuecos en el reverso no es una coincidencia. Sugiere que existe una continuidad temática entre las dos pinturas, evidenciada por la presencia de un anciano y un joven en ambas obras. Aunque en la versión final de El joven fabricante de zuecos no aparecen afroamericanos como en El pobre agradecido, Boime señala que en el estudio final de la primera, tanto el aprendiz como el maestro «parecen ser de ascendencia afroamericana». Las similitudes continúan en el tema subyacente de la educación, que El joven fabricante de zuecos comparte con Los pobres agradecidos y La lección de banjo.